# Oligomyrmex manni
Oligomyrmex manni är en myrart som beskrevs av Horace Donisthorpe 1941. Oligomyrmex manni ingår i släktet Oligomyrmex och familjen myror. Inga underarter finns listade i Catalogue of Life.